# Territorio del Carmen
El Carmen fue un territorio federal de México. El territorio existió entre 1853 y 1857.

## Historia
El territorio fue establecido por el presidente Antonio López de Santa Anna, y consistió en la Isla del Carmen en la costa oeste de la península de Yucatán y el área circundante. El estado de Yucatán tuvo que ceder parte de su superficie para formar el territorio. La creación del territorio fue motivada principalmente para disminuir el poder político de Yucatán, evidenciado en las dos independencias de esta región llevadas a cabo en las décadas anteriores.
Con la proclamación de la Constitución de 1857, dos años después de la caída de Santa Anna, fue disuelto el territorio. Este fue dividido entre el estado de Tabasco y el recién creado territorio de Campeche e Isla del Carmen.